# Ле-Пен, Оскар
Оскар Ле-Пен (Pin, Oscar le) — швейцарский писатель, номинант Нобелевской премии по литературе 1901 года. Был номинирован в 1900 году в Женеве профессором эстетики и французской литературы P.L.Bonnaviat из Санкт-Петербурга с мотивацией: "За пьесу "Поиск идеала" (фр. La recherche de l'idéal).